# Canadian Music Hall of Fame
De Canadian Music Hall of Fame werd in 1978 opgericht door de Canadian Academy of Recording Arts and Sciences (CARAS) om Canadese muzikanten te eren voor hun levenslange muziekprestaties. De prijsuitreiking wordt elk jaar gehouden als onderdeel van de Juno Award-ceremonies. Sinds 2012 treedt de opgeroepene ook op tijdens de ceremonie als laatste artiest.
Een hallenfaciliteit werd geopend in Calgary in 2016 in het National Music Centre in Calgary, Alberta. Het is te vinden op niveau vijf van de Studio Bell, een verdieping die volledig is gewijd aan het vieren en herkennen van Canadese muziekmakers en artiesten die hun stempel hebben gedrukt op dit land en daarbuiten.

## Inductees
- 1978: Guy Lombardo, Oscar Peterson
- 1979: Hank Snow
- 1980: Paul Anka
- 1981: Joni Mitchell
- 1982: Neil Young
- 1983: Glenn Gould
- 1984: The Crew Cuts, The Diamonds, The Four Lads
- 1985: Wilf Carter
- 1986: Gordon Lightfoot
- 1987: The Guess Who
- 1989: The Band
- 1990: Maureen Forrester
- 1991: Leonard Cohen
- 1992: Ian and Sylvia
- 1993: Anne Murray
- 1994: Rush
- 1995: Buffy Sainte-Marie
- 1996: David Clayton-Thomas, Denny Doherty, John Kay, Domenic Troiano, Zal Yanovsky
- 1997: Gil Evans, Lenny Breau, Maynard Ferguson, Moe Koffman, Rob McConnell
- 1998: David Foster
- 1999: Luc Plamondon
- 2000: Bruce Fairbairn
- 2001: Bruce Cockburn
- 2002: Daniel Lanois
- 2003: Tom Cochrane
- 2004: Bob Ezrin
- 2005: The Tragically Hip
- 2006: Bryan Adams
- 2007: Bob Rock
- 2008: Triumph
- 2009: Loverboy
- 2010: April Wine
- 2011: Shania Twain
- 2012: Blue Rodeo
- 2013: k.d. lang
- 2014: Bachman-Turner Overdrive
- 2015: Alanis Morissette
- 2016: Burton Cummings
- 2017: Sarah McLachlan
- 2018: Barenaked Ladies en Steven Page
- 2019: Corey Hart, Andy Kim, Bobby Curtola, Chilliwack, Cowboy Junkies
- 2020: Jann Arden